# Campeonato Mundial de Atletismo de 2015 - Revezamento 4x400 m feminino
A prova dos 4 x 400 metros estafetas feminino do Campeonato Mundial de Atletismo de 2015 foi disputada entre 29 e 30 de agosto no Estádio Nacional de Pequim, em Pequim.

## Recordes
Antes desta competição, os recordes mundiais e do campeonato nesta prova eram os seguintes:
| Tipo                  | Atleta                                                                                         | Tempo   | Local     | Data                 | Ref |
| --------------------- | ---------------------------------------------------------------------------------------------- | ------- | --------- | -------------------- | --- |
|                       | União Soviética · Tatyana Ledovskaya, Olga Nazarova, Mariya Pinigina, Olga Bryzgina            | 3:15.17 | Seul      | 1 de outubro de 1988 | ver |
| Recorde do campeonato | Estados Unidos · Gwen Torrence, Maicel Malone-Wallace, Natasha Kaiser-Brown, Jearl Miles Clark | 3:16.71 | Stuttgart | 22 de agosto de 1993 | ver |

## Medalhistas
| Ouro                                                                                          | Prata                                                                                       | Bronze                                                                                |
| Jamaica · Christine Day · Shericka Jackson · Stephenie Ann McPherson · Novlene Williams-Mills | Estados Unidos · Sanya Richards-Ross · Natasha Hastings · Allyson Felix · Francena McCorory | Grã-Bretanha · Christine Ohuruogu · Anyika Onuora · Eilidh Child · Seren Bundy-Davies |

## Cronograma
Todos os horários são locais (UTC+8).
| Data         | Hora  | Evento        |
| ------------ | ----- | ------------- |
| 29 de agosto | 10:15 | Eliminatórias |
| 30 de agosto | 20:05 | Final         |

## Resultados

### Eliminatórias
Qualificação: Os 3 de cada bateria (Q) e os 2 melhores tempos  (q) avançam para a semifinal. 
| Colocação | Bateria | Raia | Nacionalidade  | Atleta                                                                            | Tempo   | Notas |
| --------- | ------- | ---- | -------------- | --------------------------------------------------------------------------------- | ------- | ----- |
| 1         | 2       | 4    | Estados Unidos | Phyllis Francis, Jessica Beard, Sanya Richards-Ross, Francena McCorory            | 3:23.05 | Q     |
| 2         | 1       | 8    | Nigéria        | Regina George, Funke Oladoye, Tosin Adeloye, Patience Okon George                 | 3:23.27 | Q, SB |
| 3         | 1       | 4    | Jamaica        | Anastasia Le-Roy, Shericka Jackson, Chrisann Gordon, Christine Day                | 3:23.62 | Q     |
| 4         | 1       | 2    | Rússia         | Mariya Mikhailyuk, Ksenia Zadorina, Ekaterina Renzhina, Kseniya Aksyonova         | 3:23.75 | Q, SB |
| 5         | 2       | 9    | Grã-Bretanha   | Eilidh Child, Anyika Onuora, Kirsten McAslan, Seren Bundy-Davies                  | 3:23.90 | Q, SB |
| 6         | 2       | 3    | França         | Estelle Perrossier, Marie Gayot, Agnès Raharolahy, Floria Gueï                    | 3:24.86 | Q, SB |
| 7         | 2       | 2    | Ucrânia        | Yuliya Olishevska, Olha Bibik, Olha Zemlyak, Olha Lyakhova                        | 3:26.01 | q, SB |
| 8         | 1       | 3    | Canadá         | Carline Muir, Aiyanna Stiverne, Sage Watson, Nicole Sassine                       | 3:26.14 | q, SB |
| 9         | 2       | 7    | Itália         | Maria Benedicta Chigbolu, Elena Maria Bonfanti, Ayomide Folorunso, Chiara Bazzoni | 3:27.07 | SB    |
| 10        | 2       | 8    | Bahamas        | Lanece Clarke, Christine Amertil, Katrina Seymour, Shaunae Miller                 | 3:28.46 | NR    |
| 11        | 1       | 7    | Roménia        | Andreea Grecu, Anamaria Ioniță, Sanda Belgyan, Bianca Răzor                       | 3:28.60 | SB    |
| 12        | 1       | 6    | Austrália      | Anneliese Rubie, Jessica Gulli, Lauren Wells, Morgan Mitchell                     | 3:28.61 | SB    |
| 13        | 2       | 6    | Japão          | Seika Aoyama, Kana Ichikawa, Asami Chiba, Sayaka Aoki                             | 3:28.91 | NR    |
| 14        | 2       | 5    | Índia          | Jisna Mathew, Tintu Lukka, Debasree Majumdar, M. R. Poovamma                      | 3:29.08 | SB    |
| 15        | 1       | 9    | Polónia        | Małgorzata Hołub, Patrycja Wyciszkiewicz, Joanna Linkiewicz, Justyna Święty       | 3:32.83 |       |
| 16        | 1       | 5    | China          | Huang Guifen, Wang Huan, Li Xue, Cheng Chong                                      | 3:34.98 |       |

### Final
A final ocorreu às 20:05. 
| Colocação         | Raia | Nacionalidade  | Atleta                                                                           | Tempo   | Notas |
| ----------------- | ---- | -------------- | -------------------------------------------------------------------------------- | ------- | ----- |
| Medalha de ouro   | 6    | Jamaica        | Christine Day, Shericka Jackson, Stephenie Ann McPherson, Novlene Williams-Mills | 3:19.13 | WL    |
| Medalha de prata  | 4    | Estados Unidos | Sanya Richards-Ross, Natasha Hastings, Allyson Felix, Francena McCorory          | 3:19.44 |       |
| Medalha de bronze | 5    | Grã-Bretanha   | Christine Ohuruogu, Anyika Onuora, Eilidh Child, Seren Bundy-Davies              | 3:23.62 | SB    |
| 4                 | 8    | Rússia         | Nadezhda Kotlyarova, Ksenia Zadorina, Kseniya Ryzhova, Kseniya Aksyonova         | 3:24.84 |       |
| 5                 | 7    | Nigéria        | Regina George, Funke Oladoye, Tosin Adeloye, Patience Okon George                | 3:25.11 |       |
| 6                 | 2    | Ucrânia        | Olha Zemlyak, Nataliia Lupu, Nataliya Pyhyda, Olha Lyakhova                      | 3:25.94 | SB    |
| 7                 | 9    | França         | Estelle Perrossier, Marie Gayot, Agnès Raharolahy, Floria Guei                   | 3:26.45 |       |
| 8                 | 3    | Canadá         | Carline Muir, Aiyanna Stiverne, Sage Watson, Audrey Jean-Baptiste                | 3:27.69 |       |

Legenda
| Recorde mundial       | Recorde mundial (World record)               |                       | Recorde africano                      | Recorde africano (African) |                                           | Q | Classificado por posição (Qualified) |
| Recorde do campeonato | Recorde do campeonato (Championship record)  | Recorde da América    | Recorde da América (Americas)         | q                          | Classificado por melhor tempo (Qualified) |   |                                      |
| Melhor marca do ano   | Melhor marca do ano (World leading)          | Recorde asiático      | Recorde asiático (Asian)              | DNS                        | Não largou (Did not start)                |   |                                      |
| Recorde nacional      | Recorde nacional (National record)           | Recorde europeu       | Recorde europeu (European)            | DNF                        | Não terminou (Did not finish)             |   |                                      |
| Recorde pessoal       | Recorde pessoal do atleta (Personal best)    | Recorde da Oceania    | Recorde da Oceania (Oceania)          | DSQ / DQ                   | Desclassificado (Disqualified)            |   |                                      |
| Recorde da temporada  | Recorde da temporada do atleta (Season best) | Recorde sul-americano | Recorde sul-americano (South America) | NM                         | Sem marca (No mark)                       |   |                                      |